# Anna Höchstädt
Anna Maria Gustava Höchstädt, auch Höchstedt (* 26. Februar 1854 in Ratzeburg; † nach 1916), war eine deutsche Porträt- und Blumenmalerin.

## Leben
Anna Höchstädt war eine Tochter des Ratzeburger Justizrats und Regierungssekretärs Adolph Johann Friedrich Höchstädt und dessen Frau Louise Maria Rudolphine, geb. Sponagel. Seit 1878 besuchte sie die Zeichenschule des Vereins der Berliner Künstlerinnen und daran anschließend das Schülerinnenatelier von Karl Gussow.
Vor 1888 siedelte sie nach München über, um von Carl Frithjof Smith, der später zum Professor an die Weimarer Kunstakademie berufen wurde, weitergebildet zu werden.
Seit 1890 unterhielt sie ein eigenes Atelier in der Burggrafenstraße 12 in Berlin, in dem sie auch selbst unterrichtete. Von 1904 bis 1909 im Adressbuch Berlin unter dem Namen Anna Höchstedt, wobei ihre Privatanschrift weiterhin unter Höchstädt lief und zuletzt als Anna Höchstedt um 1911 mit ihrem Atelier in die Achenbachstraße 2 umzog.
Über den Verbleib ihrer Werke, unter anderem Porträts, Blumenbilder in Öl, Pastell und Aquarell sowie kunstgewerbliche Arbeiten, und ihren weiteren Lebensweg nach 1916 ist nichts bekannt.

## Ausstellungen (Auswahl)
- 1886: Ausstellung in Lübeck
- 1888: Große Berliner Kunstausstellung
- 1890: Große Berliner Kunstausstellung
- 1892: Große Berliner Kunstausstellung
- 1893: Ausstellung im Münchner Glaspalast (Azaleen und Mimosen)
- 1893: Weltausstellung in Chicago (siehe auch: World’s Columbian Exposition)
- 1894: Ausstellung in Lübeck
- 1894: Ausstellung der Schleswig-Holsteinischen Kunstgenossenschaft
- 1894: Große Berliner Kunstausstellung
- 1896: Provinzialausstellung in Kiel.
- 1897: Große Berliner Kunstausstellung
- 1898: Ausstellung des Vereins der Berliner Künstlerinnen
- 1904: Louisiana Purchase Exposition, St. Louis

## Mitgliedschaften
Von 1893 bis 1916 war Anna Höchstädt Mitglied des Vereins der Berliner Künstlerinnen.

## Auszeichnungen
Anna Höchstädt erhielt für einen bemalten Fächer auf der Chicagoer Weltausstellung 1893 eine Medaille. Weitere Medaillen und Auszeichnungen wurden ihr auf einer Gewerbeausstellung in Lübeck für kunstgewerbliche Malereien, auf der Weltausstellung in St. Louis (USA) 1904 und für ihren Studienkopf auf einer Ausstellung in Brisbane (Australien) zugesprochen.